# Court House (Metro de Washington)
Court House es una estación en las líneas Naranja y Plata del Metro de Washington, administrada por la Autoridad de Tránsito del Área Metropolitana de Washington. La estación se encuentra localizada en 2100 Wilson Boulevard en Arlington, Virginia. La estación Court House fue inaugurada el 1 de diciembre de 1979.

## Descripción
La estación Court House cuenta con 1 plataforma central. La estación también cuenta con 0 de espacios de aparcamiento, 25 espacios para bicicletas y con  casilleros.

## Conexiones
La estación es abastecida por las siguientes conexiones de autobuses: 
- Rutas del MetroBus 
Arlington Transit